# Un moment d'égarement (film, 1977)
Pour les articles homonymes, voir Un moment d'égarement.
 (mai 2023).
Si vous disposez d'ouvrages ou d'articles de référence ou si vous connaissez des sites web de qualité traitant du thème abordé ici, merci de compléter l'article en donnant les références utiles à sa vérifiabilité et en les liant à la section « Notes et références ».
Pour plus de détails, voir Fiche technique et Distribution.
Un moment d'égarement est un film français réalisé par Claude Berri et sorti en 1977.
Deux pères emmènent leurs filles âgées de 17 ans à Saint-Tropez. L'un d'eux, Pierre, se laisse séduire par Françoise, la fille de son meilleur ami.

## Synopsis
Jacques et Pierre, deux amis d'enfance et paisibles quadragénaires ont l'habitude de passer leurs vacances d'été à Saint-Tropez. Cette année, ils sont accompagnés de leurs filles, Françoise et Martine, qui ont toutes les deux 17 ans et sont libres, comme peuvent l'être des jeunes de cet âge.
Pierre, depuis son divorce, entretient des rapports conflictuels avec sa fille Martine. La connaissant depuis son enfance, Pierre est devenu le confident intime de Françoise, la fille de son ami Jacques et copine de Martine. Il la voit passer ses journées à la plage naturellement en monokini. Elle se comporte encore comme une gamine.
Un soir, Pierre et Françoise assistent par hasard à une fête de mariage qui a lieu sur la plage. Sur insistance de Françoise, ils s'introduisent dans la noce et en profitent pour danser et boire. Enivrée par la soirée qu'ils viennent de passer et les festivités se terminant, Françoise propose alors un bain de minuit à Pierre. D'abord réticent, Pierre cède finalement après que Françoise s'est complètement dévêtue et précipitée dans l'eau. Pris dans leur fougue, ils se donnent l'un à l'autre sur la plage.
Le lendemain Pierre est catastrophé. Françoise toujours en monokini comme à son habitude, continue de taquiner Pierre qui essaie de la raisonner, qu'une liaison entre eux n'est pas possible. Il décrit son attitude de la veille comme un « moment d’égarement ». Françoise répond qu'elle l'aime sincèrement,  qu'elle veut à tout prix que leur relation continue et qu'elle est indifférente au reste. Elle menace qu'elle révélera tout à son père si Pierre décidait de cesser leur relation.
Entre-temps, Jacques informe Pierre que sa fille lui a confié qu'elle entretient une liaison avec un homme bien plus âgé qu'elle, dont elle refuse de donner le nom. Jacques estime que ce type est un salaud. Il affirme que dès qu'il saura de qui il s'agit, il ira le corriger. En attendant, il sollicite l'aide de Pierre pour trouver l'identité du coupable, notamment en profitant de sa complicité avec Françoise pour la questionner.
Jacques mène son enquête, Pierre tente de temporiser en brouillant les pistes. La situation devient de plus en plus inextricable. Pierre s'empêtre entre Françoise qui veut poursuivre leur liaison et son ami Jacques qui veut coincer l'amant de sa fille.

## Fiche technique
- Titre : Un moment d'égarement
- Réalisation et scénario : Claude Berri
- Son : Jean Labussière
- Photographie : André Neau
- Musique : Michel Stelio
- Montage : Jacques Witta
- Production déléguée : Pierre Grunstein
- Lieu de tournage : Sainte-Maxime (Var)
- Genre : comédie dramatique
- Durée : 81 minutes
- Date de sortie :
  - France : décembre 1977

## Distribution
- Jean-Pierre Marielle : Pierre
- Victor Lanoux : Jacques
- Agnès Soral : Françoise
- Christine Dejoux : Martine
- Martine Sarcey
- Robert Bahr
- Tiburce Favretto
- Tessa Bouché
- Marc Racine
- Jacques Le Breton
- Peter Bonke
- Les Caribes Steel Band
- Les Flagada Stompers
- L'Orchestre Smile
- Michel Stello et ses Quatre Musiciens

## Autour du film
- Ce film révéla l'actrice Agnès Soral alors âgée de 17 ans. Elle retrouve le réalisateur Claude Berri six ans plus tard pour le film Tchao Pantin.
- Le film est l'objet d'un remake américain : La Faute à Rio (Blame it on Rio), réalisé en 1984 par Stanley Donen. Michael Caine et Joseph Bologna y tiennent les rôles initialement interprétés par Jean-Pierre Marielle et Victor Lanoux dans le film de Claude Berri, tandis que les rôles d'Agnès Soral et Christine Dejoux sont repris respectivement par Michelle Johnson et Demi Moore.
- En 2015, le producteur Thomas Langmann, fils de Claude Berri, produit une nouvelle version actualisée du film de son père : Un moment d'égarement, réalisé par Jean-François Richet. Vincent Cassel et François Cluzet reprennent les rôles tenus respectivement par Jean-Pierre Marielle et Victor Lanoux, tandis que Lola Le Lann et Alice Isaaz reprennent ceux d'Agnès Soral et Christine Dejoux.